# Корсів
Ко́рсів — село в Україні, у Бродівській міській громаді Золочівського району Львівської області. Відстань до адміністративного центру громади становить 24 км, що проходить автошляхом місцевого значення. Відстань до найближчої залізничної станції Броди становить 24 км.
Колишній орган місцевого самоврядування — Комарівська сільська рада, якій підпорядковувалися села Корсів, Антося, Комарівка, Кіз'я, Митниця. Населення становить 564 особи.

## Історія
Село було власністю родини Лащів (Лящів). Після шлюбу Марини Лящ з каштеляном бельським Мацеєм Лесньовським, він увійшов у посідання маєтками дружини, зокрема, й Корсовим.
За часів Австро-Угорщини місцеві римо-католики належали до парафії у Лешневі. Була також й греко-католицька парафія, якій належала дерев'яна церква Святого Апостола і євангелиста Луки, збудована ще 1743 року та належала до Бродського деканату, Львівської архідієцезії. У 1870-х та 1902 роках проводилися реконструкції святині. До 1939 року її покровителем була «Банкова спілка Вільгельма Шмідта» з Бродів. На південь від церкви розташована дерев'яна двоярусна дзвіниця, накрита пірамідальним дахом.
У радянські часи вплив більшовицької влади мешканці Корсова відчули ще 1940 року, коли на заслання разом з родиною був вивезений парох села о. Іван Прокопчук. Після вивезення о. Івана, парохом села був призначений о. Роман Мисевич. У 1946 році парафію разом з церквою було приєднано до Російської православної церкви. У 1950 році парохом села став о. Остап Будзан, за два роки служіння якого було закрито недільну школу та припинено діяльність братства «Апостольство молитви».
Після виходу греко-католицької церкви з підпілля на зборах сільської громади у 1990 році було прийнято рішення про повернення громади до Української Греко-Католицької Церкви. До церкви поверталися речі, які люди переховували по своїх домівках довгі роки. У наш час споруджена дерев'яна каплиця. Біля храму ще є залишки старого цвинтаря — декілька старовинних хрестів та гробівець родини Коморовських. Нині парохом є о. Юрій Біль.
Найвизначнішою пам'яткою Корсова є Чудотворна ікона Богородиці в шатах. За переказом, коли російська влада 1831 року відібрала у греко-католиків Почаївську лавру, два брати-василіяни на прізвище Гайворон принесли ікону до Корсова та залишили її на зберігання своїм родичам. Через деякий час ікона відзначилася численними чудами. Зокрема, як переконані селяни, саме за її посередництвом у Корсові припинилась страшна епідемія холери 1831 року. Тому побожні власники передали її до сільської церкви, де реліквію з великими почестями помістили над головним престолом — над царськими вратами. 11 листопада 1924 року, після детального вивчення спеціальною комісією, призначеною Митрополитом Андреєм Шептицьким, Апостольський Престол офіційно визнав Корсівську ікону чудотворною. Відпуст на честь Чудотворної ікони Корсівської проводять 13 вересня.
При дорозі до Комарівки знаходиться ще одна окраса села — відремонтована у 2000-х роках римо-католицька каплиця святого Антонія. Місцева римо-католицька громада належить до парафії Непорочного Зачаття ПДМ у Лопатині, парохом якої є о. Станіслав Майкшак.
Нині в селі діє Корсівська загальноосвітня школа I—II ступенів (директор Шаркевич Марія Григорівна).
12 червня 2020 року, відповідно до розпорядження Кабінету Міністрів України № 718-р «Про визначення адміністративних центрів та затвердження територій територіальних громад Львівської області», село увійшло до складу Бродівської міської громади.
19 липня 2020 року, в результаті адміністративно-територіальної реформи та ліквідації Бродівського району, село увійшло до складу новоствореного Золочівського району.

## Відомі люди
- Качан Роман Атаназійович — референт СБ Золочівського, Львівського та Сокальського окружних проводів ОУН, лицар  Бронзового хреста бойової заслуги УПА.

## Населення
Згідно з переписом УРСР 1989 року чисельність наявного населення села становила 568 осіб, з яких 264 чоловіки та 304 жінки.
За переписом населення України 2001 року в селі мешкало 586 осіб. 100 % населення вказало своєю рідною мовою українську мову.